# Koetshuis (kasteel Staverden)
Het Koetshuis van Kasteel Staverden is een monumentaal gebouw op het landgoed Staverden in de Gelderse gemeente Ermelo. Het koetshuis ligt binnen de gracht van het kasteelterrein.

## Beschrijving

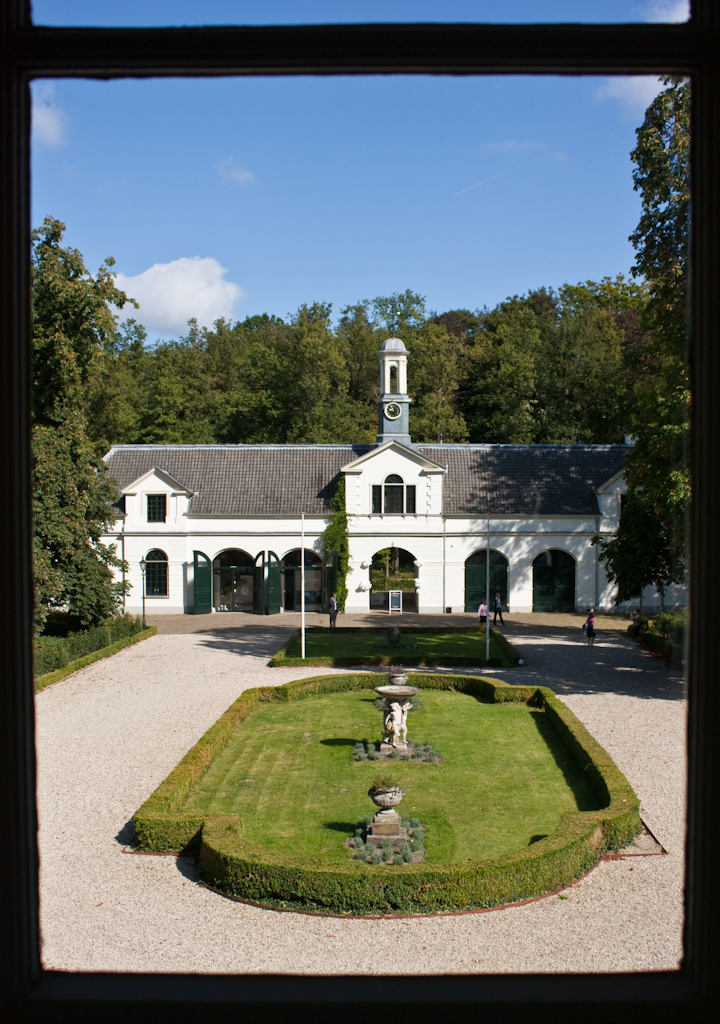
Tuin met koetshuis kasteel Staverden

Het koetshuis werd in de 19e eeuw gebouwd op de fundamenten van een voorloper uit de 17e eeuw. Toen het kasteel in 1905 ingrijpend werd verbouwd bleef het koetshuis ongewijzigd. Het gebouw heeft één bouwlaag met daarboven een zolderruimte onder een schilddak. Aan de linkerzijde lagen de stallen en aan de rechterzijde was gereserveerd voor de stalling van de koetsen en het woonhuis. In het midden van de symmetrische voorgevel bevindt zich een rondbogige doorgangspoort met recht daarboven op het dak een klokkentoren, die voorzien is van een uurwerk. De gevels van het gebouw zijn witgepleisterd. De voorgevel bevat drie vooruitspringende delen, waarvan de middelste groter is dan de beide risalieten ter weerszijden. In de voormalige stallen zijn een brouwerij en 'brewpub' gevestigd.
Het gebouw is erkend als rijksmonument vanwege de architectuurhistorische, de typologische, de stedenbouwkundige en de cultuurhistorische waarde. Volgens de Rijksdienst voor het Cultureel Erfgoed is het gebouw een goed bewaard voorbeeld van een nutsgebouw bij een kasteel. Ook de samenhang met de overige monumentale onderdelen van het kasteel Staverden en de ligging in de tuin van het kasteel waren van belang bij de aanwijzing tot rijksmonument.